# Кузькокова, Нина Николаевна
Нина Николаевна Кузькокова (1919—1999) — советский геолог, петрограф, учёный секретарь Президиума Коми филиала АН СССР, Заслуженный работник науки и культуры Коми АССР (1964).

## Биография
Родилась 23 ноября 1919 года в городе Усть-Сысольске (современный Сыктывкар).
В 1947 году окончила Новочеркасский индустриальный институт (с перерывом 1942—1946).
В 1942—1943 годах работала прорабом Кажымской геологоразведочной партии в Северном геологическом управлении.
В 1943—1947 годах руководила отделом фондов Северного геологического управления.
В 1947—1951 годах работала геологом Геологического сектора научно-исследовательской Базы АН СССР в Коми АССР.
В 1951—1971 годах была учёным секретарём Президиума Коми филиала АН СССР.
С 1971 года — научный сотрудник Института геологии Коми филиала АН СССР, кандидат геолого-минералогических наук (1974).
В 1980 году вышла на пенсию.
Скончалась 24 августа 1999 года в Сыктывкаре, там же похоронена.

## Семья
Муж (с 1941 года) — Фишман, Марк Вениаминович (1919—2003) — геолог.
- Дети — Александр, Анатолий, Тамара.

## Награды и звания
- 1946 — Медаль «За доблестный труд в Великой Отечественной войне 1941—1945 гг.»
- 1964 — Заслуженный работник науки и культуры Коми АССР
- 1970 — Медаль «В ознаменование 100-летия со дня рождения Владимира Ильича Ленина»
- Почётные грамоты: Коми областного комитета КПСС (1964), Коми областного комитета ВЛКСМ (1969), Президиума Верховного совета Коми АССР (1969), Президиума АН СССР (1974)[6].